# قباد بيغي
قباد بيغي هي قرية في مقاطعة بيرانشهر، إيران. عدد سكان هذه القرية هو 226 في سنة 2006.